# 축덕쑥덕
축덕쑥덕은 SBS 보도본부가 제작하는 팟캐스트 SBS 골라듣는 뉴스룸의 여러 프로그램 중 하나다.
축덕과 축알못이 함께 즐길 수 있는 축구 팟캐스트이다.
주영민 기자, 하성룡 기자, 이정찬 기자, 주시은 아나운서, 박진형 작가가 고정으로 출연하며, 매주 수요일 0시(한국기준)에 업로드된다.
팟빵, 네이버 오디오클립, 애플 팟캐스트, SBS 뉴스 홈페이지, 고릴라팟 등에서 들을 수 있다.
2019년도부터 유튜브 서비스도 시작하여, 유튜브 영상으로도 시청할 수 있다.